# Рикардо Авила
Рикардо Авила (шп. Ricardo Guardia Ávila; 4. фебруар 1997) панамски је фудбалер. 

## Каријера
Рођен је у Панама ситију, а фудбалску каријеру је започео у Чорилу 2014. године. Играо је на 39 утакмица и постигао пет голова у Првој лиги Панаме. Дана 29. августа 2016. године, отишао је на позајмицу у словеначки клуб Копар, али није имао званичне наступе за екипу. Дана 1. јула 2017. прешао је у белгијски Гент.

## Репрезентација
Дебитовао је 2016. године за репрезентацију Панаме. Био је уврштен у састав Панаме на Светском првенству у Русији 2018. године.